# 內斯城 (堪薩斯州)
內斯城（英語：Ness City）是一個位於美國堪薩斯州內斯縣的城市。同時該地也是內斯縣的縣治。

## 地方資料
內斯城的座標為38°27′08″N 99°54′22″W / 38.45222°N 99.90611°W，而該地的海拔高度為686米（即2251英尺）。根據2010年美國人口普查，該地共人口1329人，而該地的面積約為3.77平方千米。